# Deutscher Qualifikationsrahmen
Der Deutsche Qualifikationsrahmen für lebenslanges Lernen (DQR) ist ein Instrument zur Einordnung von Qualifikationen im deutschen Bildungssystem. Mit ihm wird das Ziel verfolgt, Transparenz, Vergleichbarkeit und Mobilität sowohl innerhalb Deutschlands als auch in der EU (im Zusammenhang mit dem Europäischen Qualifikationsrahmen (EQR)) zu erhöhen. Grundlage für die Einordnung bildet dabei die Orientierung an Lernergebnissen, d. h. an erworbenen Kompetenzen. Durch die transparente Beschreibung von Lernergebnissen sollen Bildungsgänge und -abschlüsse zwischen den europäischen Staaten besser vergleichbar gemacht werden. Aufgrund der Orientierung an Lernergebnissen ist auch die Möglichkeit gegeben, nicht-formal und informell erworbene Kompetenzen zuzuordnen. Der DQR hat orientierenden Charakter und beeinflusst weder Zugangsregelungen noch tarifliche Eingruppierungen.:32

## Einordnung
Ausgangspunkt für die Entwicklung des DQR ist der bereits bestehende Europäische Qualifikationsrahmen (EQR) mit seinen acht Niveaus. Damit den nationalen Besonderheiten Rechnung getragen werden kann, entwickeln die Staaten der EU jeweils eigene nationale Qualifikationsrahmen, die wiederum auf den EQR verweisen und so eine internationale Vergleichbarkeit ermöglichen. Der Deutsche Qualifikationsrahmen hat somit zweierlei Zielrichtungen – er fördert Transparenz, Vergleichbarkeit und Mobilität in Europa und innerhalb Deutschlands.

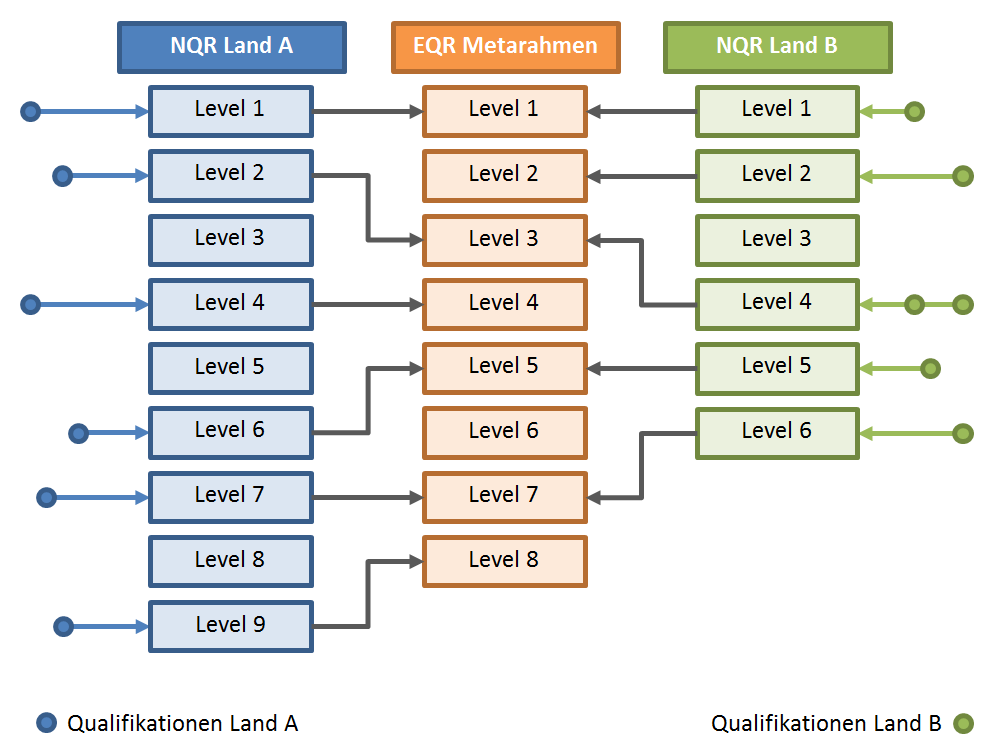
Das Diagramm veranschaulicht die Funktion des EQR als Metarahmen im europäischen Bildungsraum.

Bei der Zuordnung von Qualifikationen zu den acht Niveaustufen des DQR sollen alle formalen Qualifikationen des deutschen Bildungssystems, also Qualifikationen der Allgemeinbildung, der Hochschulbildung und der beruflichen Bildung – jeweils einschließlich der Weiterbildung –, einbezogen werden. Darüber hinaus ist es auch erklärtes Ziel, Ergebnisse nicht-formalen und informellen Lernens einzubeziehen.
Der DQR und der Qualifikationsrahmen für Deutsche Hochschulabschlüsse (HQR) sind kompatibel. Die Stufen 1 (Bachelor), 2 (Master) und 3 (Promotion) des Qualifikationsrahmens für Deutsche Hochschulabschlüsse entsprechen hinsichtlich der beschriebenen Anforderungen und Kompetenzen den Niveaus 6, 7 und 8 des Deutschen Qualifikationsrahmens.
Bei der Anwendung der DQR-Matrix ist zu beachten, dass verschiedene Qualifikationen auf einem Niveau gleichwertig sind, nicht jedoch gleichartig. So hat ein „Meister“ nicht automatisch den akademischen Grad „Bachelor“ inne oder umgekehrt. Ein akademischer Grad kann nur an einer Hochschule erworben werden. Der DQR ersetzt „das in Deutschland bestehende Berechtigungssystem nicht“, d. h. die Zuordnung von Qualifikationen ist nicht verbunden mit einer Neuregelung von Zugangsberechtigungen. Insbesondere berechtigt die Zuordnung einer Qualifikation zu einem DQR-Niveau den Inhaber nicht automatisch zum Zugang zu einer Bildungsmaßnahme auf dem nächsthöheren DQR-Niveau. Welcher Abschluss oder welche Qualifikation den Zugang zu einem Hochschulstudium ermöglicht, legen die Bundesländer jeweils fest.
Ausführliche Informationen zum rechtlichen Status des DQR und zu den bildungspolitischen Zielen der DQR-Entwicklung gibt das DQR-Portal von BMBF und KMK.

## Entstehungsprozess
Die Entscheidung, einen Deutschen Qualifikationsrahmen zu entwickeln, fiel im Oktober 2006. Nachdem sich das Bundesministerium für Bildung und Forschung (BMBF) und die Kultusministerkonferenz (KMK) auf dieses Ziel verständigt hatten, haben Bund und Länder 2007 eine gemeinsame Koordinierungsgruppe (B-L-KG DQR) zur Erarbeitung eines Deutschen Qualifikationsrahmens (DQR) eingerichtet. Um weitere relevante Akteure – Einrichtungen der Hochschulbildung und der beruflichen Bildung, Sozialpartner und Experten aus Wissenschaft und Praxis – in den Erarbeitungsprozess des DQR einzubeziehen, haben Bund und Länder zudem einen Arbeitskreis Deutscher Qualifikationsrahmen (AK DQR) einberufen.
Die Mitglieder des Arbeitskreises Deutscher Qualifikationsrahmen rekrutieren sich unter anderem aus dem BMBF, der KMK, der Hochschulrektorenkonferenz, IG Metall, DGB, ver.di, dem Bundesministerium für Wirtschaft und Energie, der Bundesagentur für Arbeit, dem fzs, dem Bundesinstitut für Berufsbildung und der Deutschen Industrie- und Handelskammer.
Die Abstimmung wird durch ein DQR-Büro begleitet, an dem das Forschungsinstitut Betriebliche Bildung (f-bb) und die BBJ Consult AG beteiligt sind. Der gemeinsam entwickelte Diskussionsvorschlag eines Deutschen Qualifikationsrahmens für lebenslanges Lernen wurde im Februar 2009 vorgelegt. Vom Mai 2009 an wurde dieser Entwurf des DQR von Experten aus Wirtschaft, Wissenschaft und Bildungspraxis in den vier ausgewählten Berufs- und Tätigkeitsfeldern Gesundheit, Handel, Metall/Elektro und IT-Bereich exemplarisch erprobt.
Ziel der zweiten Erarbeitungsphase des DQR war es, zu nachvollziehbaren, konsensfähigen Zuordnungen ausgewählter Qualifikationen zu kommen, die Handhabbarkeit der DQR-Matrix zu überprüfen und diese gegebenenfalls weiterzuentwickeln. Die in der Erarbeitungsphase zu betrachtenden Berufs- und Tätigkeitsfelder sollten das deutsche Qualifizierungssystem bereits mit einer gewissen Breite und Repräsentanz – insbesondere auch unter Berücksichtigung aller acht Niveaustufen – abbilden. Es wurde davon ausgegangen, dass dies bei den ausgewählten vier Berufs- und Tätigkeitsfeldern gegeben war. Für jedes der genannten vier Berufs- und Tätigkeitsfelder wurde eine Arbeitsgruppe gebildet, deren Mitglieder ausgewählte Qualifikationen exemplarisch der DQR-Matrix im Sinne eines Expertenvotums zuordneten.
Am 31. Januar 2012 haben sich die beteiligten Gremien auf eine für die nächsten fünf Jahre geltende Verfahrensweise geeinigt. Während darüber Einigkeit besteht, dass die beruflichen Abschlüsse Meister (Geprüfter), Fachkaufmann (Geprüfter), Fachwirt (Geprüfter), Operativer Professional (IT) (Geprüfter) sowie die Fachschulabschlüsse – wie z. B. „Staatlich geprüfte/r Techniker/in“ und „Staatlich geprüfte/r Betriebswirt/in“ der Niveaustufe 6 (= Bachelor-Niveau) zugeordnet werden, wurde das Problem, ob das deutsche Abitur die Niveaustufe 4 (Vorschlag der Sozialpartner und Kammerorganisationen) oder 5 (KMK-Vorschlag) erhalten soll, auf einen späteren Zeitpunkt vertagt; dieses wurde im Frühjahr 2017 der Niveaustufe 4 zugeordnet.
Im Dezember 2012 wurde der so genannte „Referenzierungsbericht“, der die Anbindung des DQR an den EQR beschreibt, erklärt und begründet, bei der Europäischen Kommission erfolgreich präsentiert.
Damit waren die Voraussetzungen für die Einführung des DQR geschaffen. Der „Gemeinsame Beschluss der Ständigen Konferenz der Kultusminister der Länder in der Bundesrepublik Deutschland, des Bundesministeriums für Bildung und Forschung, der Wirtschaftsministerkonferenz und des Bundesministeriums für Wirtschaft und Technologie zum Deutschen Qualifikationsrahmen für lebenslanges Lernen (DQR)“ trat zum 1. Mai 2013 in Kraft.
Der gemeinsamen Pressemitteilung des Bundesministeriums für Wirtschaft und Technologie, des Bundesministeriums für Bildung und Forschung, der Kultusministerkonferenz und der Wirtschaftsministerkonferenz der Bundesländer vom 16. Mai 2013 zufolge schafft der „Gemeinsame Beschluss“ die Grundlage dafür, schrittweise ab dem Sommer 2013 erworbene Qualifikationen einem DQR-Niveau zuzuordnen und dieses auf den Qualifikationsbescheinigungen auszuweisen".

## Aufbau

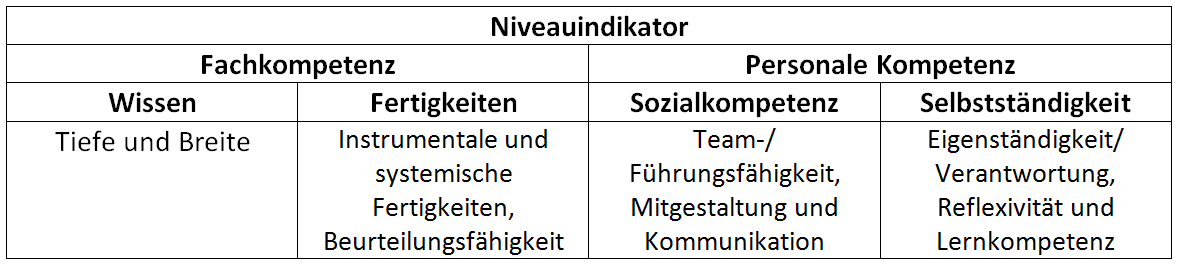
Diese Tabelle veranschaulicht den Aufbau von DQR-Niveaus.

Der DQR hat, wie der EQR, acht Niveaustufen. Während beim EQR zwischen „Kenntnissen“, „Fertigkeiten“ und „Kompetenzen“ unterschieden wird, unterscheidet der DQR „Fachkompetenz“, unterteilt in „Wissen“ und „Fertigkeiten“, und „personale Kompetenz“, unterteilt in „Sozialkompetenz“ und „Selbstständigkeit“. Gemeinsam mit einem „Niveauindikator“, der die für ein Niveau charakteristische Anforderungsstruktur zusammenfassend darstellt, bilden diese Komponenten eine Niveaubeschreibung:
Die Liste der dem DQR zugeordneten Qualifikationen wird jährlich zum 1. August auf der DQR-Website aktualisiert. Die gesamte Liste kann heruntergeladen werden. Einzelne Qualifikationen und Bildungsabschlüsse können auch über die Suchfunktion in der DQR-Datenbank recherchiert werden. Qualifikationen und Abschlüsse, die nicht in der Liste der zugeordneten Qualifikationen oder der DQR-Datenbank zu finden sind, wurden dem DQR noch nicht zugeordnet. Sollten auf anderen Webseiten o. Ä. DQR-Zuordnungen von Qualifikation und Abschlüssen auftauchen, die nicht in der Liste oder der DQR-Datenbank erfasst sind, handelt es sich um nicht autorisierte Zuordnungen.
Folgende Qualifikationen bzw. Qualifikationstypen wurden bereits dem DQR zugeordnet (Stand: 1. August 2024):
| Niveau | Qualifikationen |
| ------ | --- |
| 1      | - Berufsausbildungsvorbereitung - Berufsvorbereitende Bildungsmaßnahmen (BvB, BvB-Reha) - Berufsvorbereitungsjahr (BVJ) |
| 2      | - Berufsausbildungsvorbereitung - Berufsvorbereitende Bildungsmaßnahmen (BvB, BvB-Reha) - Berufsvorbereitungsjahr (BVJ) - Einstiegsqualifizierung (EQ) - Berufsfachschule (Berufliche Grundbildung) - Erster Schulabschluss (ESA)/Hauptschulabschluss (HSA) |
| 3      | - Duale Berufsausbildung (2-jährige Ausbildungen) - Berufsfachschule (Mittlerer Schulabschluss) - Mittlerer Schulabschluss (MSA) |
| 4      | - Duale Berufsausbildung (3- und 3½-jährige Ausbildungen) - Berufsfachschule (Landesrechtlich geregelte Berufsausbildungen) - Berufsfachschule (Bundesrechtliche Ausbildungsregelungen für Berufe im Gesundheitswesen und in der Altenpflege) - Berufsfachschule (vollqualifizierende Berufsausbildung nach BBiG/HwO) - Fachhochschulreife (FHR) - Fachgebundene Hochschulreife (FgbHR) - Allgemeine Hochschulreife (AHR) - Berufliche Umschulung nach BBiG (Niveau 4)                                                 |
| 5      | - Berufsspezialist bzw. Fachberater - IT-Spezialist (Zertifizierter) - Servicetechniker (Geprüfter) - Sonstige berufliche Fortbildungsqualifikationen nach § 53 BBiG bzw. § 42 a HwO (Niveau 5) - Berufliche Fortbildungsqualifikationen nach § 54 BBiG bzw. § 42 a HwO (Niveau 5) |
| 6      | - Bachelor und gleichgestellte Abschlüsse - Fachkaufmann (Geprüfter) - Fachschule (Landesrechtlich geregelte Weiterbildungen) - Fachwirt (Geprüfter) - Meister - Operativer Professional (IT) (Geprüfter) - Sonstige berufliche Fortbildungsqualifikationen nach § 53 BBiG bzw. § 42 a HwO (Niveau 6) - Berufliche Fortbildungsqualifikationen nach § 54 BBiG bzw. § 42 a HwO (Niveau 6) - Sonstige Aus- und Fortbildungen nach EU-Recht / internationalem Recht (Niveau 6) - Nicht-formale Qualifikationen (Niveau 6) |
| 7      | - Master und gleichgestellte Abschlüsse - Strategischer Professional (IT) (Geprüfter) - Sonstige berufliche Fortbildungsqualifikationen nach § 53 BBiG bzw. § 42 a HwO (Niveau 7) - Berufspädagoge (Geprüfter) - Betriebswirt nach dem Berufsbildungsgesetz (Geprüfter) - Betriebswirt nach der Handwerksordnung (Geprüfter) - Geprüfter Technischer Betriebswirt - Sonstige berufliche Fortbildungsqualifikationen (Niveau 7)                                                                                         |
| 8      | - Doktorat und äquivalente künstlerische Abschlüsse |

Anmerkung: Der Bachelor ist dem „Diplom (FH)“ gleichwertig und der Master dem „Diplom“ (Univ.), unabhängig davon, ob eine (Technische) Universität oder eine Fachhochschule den Bachelor- bzw. Mastergrad verlieh. Einschränkungen gelten für die aufgrund eines Universitätslehrgangs verliehenen Mastergrade.
Wie im EQR nicht mehr erfasst ist das Postdoc-Niveau, auf dem der Abschluss einer Habilitation oder Juniorprofessur einzuordnen wären.

## Kritik
Die Einführung eines Deutschen Qualifikationsrahmens ist in ihren Details umstritten. Bei den Kontroversen geht es etwa um die Frage, ob der DQR den Anspruch eines bildungsbereichsübergreifenden Rahmens einlösen kann. Die Abbildung sowohl von arbeitsmarktbezogenen Qualifikationen aus dem Bereich der beruflichen Aus- und Weiterbildung als auch von allgemeinbildenden Schulabschlüssen, die dem Verwertungsgedanken auf dem Arbeitsmarkt eher fern sind, ist mit Herausforderungen verbunden. Die Frage der Anerkennung informellen und nicht-formalen Lernens wird zwar grundsätzlich positiv gesehen, die Formen der Anerkennung und eine mögliche Integration der Lernergebnisse sind Gegenstand andauernder Diskussionen in den DQR-Gremien. Interkulturelle und demokratierelevante Kompetenzen wurden in den ersten Entwürfen des DQR zunächst ausgegrenzt (vgl. Dehnbostel u. a. 2009). Einige Fort- und Weiterbildungabschlüsse – sowohl aus dem formalen (z. B. Regelungen der zuständigen Stellen nach § 54 BBiG, sogenannte „Kammerregelungen“) als auch aus dem nicht-formalen Bildungsbereich, wurden dem DQR noch nicht zugeordnet. Sie sind noch Gegenstand der Diskussionen in den DQR-Gremien. Außerdem ist im Qualifikationsrahmen für Deutsche Hochschulabschlüsse (HQR) und somit auch im DQR keine gesonderte Bildungsstufe vorgesehen, die der Habilitation entspricht.
Insbesondere innerhalb der außerschulischen Jugend- und Erwachsenenbildung gibt es Kontroversen um eine Einordnung von Lernergebnissen in einen Qualifikationsrahmen. Dabei wird etwa gefragt, ob es denn möglich und sinnvoll sei, alles offenzulegen, was eine Person im Lebenslauf erlernt (vgl. Brokmeier; Ciupke 2011). Weit verbreitet ist die Position, wonach die Lernenden selbst die Frage klären sollen, inwieweit sie nicht-formales und informelles Lernen anerkennen lassen (vgl. Bundesausschuss Politische Bildung o. J.). Dem wird entgegengehalten, dass der DQR als Transparenzinstrument auf Qualifikationen, nicht auf individuelle Bildungswege Bezug nimmt. Das heißt, dass nicht die Kompetenzen des Einzelnen zugeordnet werden, sondern Qualifikationen (Qualifikation bezeichnet das formale Ergebnis eines Beurteilungs- und Validierungsprozesses, bei dem eine dafür zuständige Institution festgestellt hat, dass die individuellen Lernergebnisse vorgegebenen Standards entsprechen). Im Zusammenhang mit der Anerkennung nicht-formalen und informellen Lernens könne ihm nur eine unterstützende Funktion zukommen, da er selbst nicht mit Kompetenzfeststellungs- und Anerkennungsverfahren verknüpft sei.